# Інопланетянка
«Інопланетянка» (рос. «Инопланетянка») — радянський художній фільм 1984 року.

## Сюжет
Інопланетянка О, холодна і байдужа, відвідала Землю і привернула до себе увагу скромного винахідника Блінкова. Його любов, прилучення до земних радощів і дивацтв пробудили в ній нові емоції і почуття.

## У ролях
- Ліліана Альошникова —  інопланетянка О.
- Володимир Носик —  Ігор Блінков
- Людмила Шагалова —  Фаїна Степанівна, мати Ігоря
- Віктор Шульгін —  Павло Германович,
- Андрій Юренєв —  Андрій, інопланетянин (озвучує Олександр Вокач)
- Ольга Маркіна —  Ірина Павлівна
- Манефа Соболевська —  однополчанка Павла Блінкова
- Олена Тонунц —  по службі Ігоря
- Наталія Казначеєва —  колега Ігоря
- Володимир Піцек —  фізкультурник на балконі
- Зоя Василькова —  фізкультурниця на балконі
- Олександр Аверков — епізод

## Знімальна група
- Автор сценарію: Йосип Ольшанський, Яків Сегель
- Режисер: Яків Сегель
- Художник-постановник: Анатолій Кочуров
- Композитор: Давид Тухманов
- Оператор: Євген Давидов